# Morti nel 1697
| Questa pagina contiene informazioni ricavate automaticamente dalle voci biografiche con l'ausilio del template Bio e di un bot. L'aggiornamento è periodico e automatico e ricostruisce completamente la pagina. Se manca una persona in questa lista, sei pregato di non aggiungerla, ma accertati piuttosto che la sua voce biografica contenga il template Bio e che i dati anagrafici siano correttamente compilati. Se il template Bio manca, inseriscilo tu stesso o, in alternativa, metti l'avviso {{tmp\|Bio}} che ne segnala la mancanza. Se i dati riportati sono sbagliati, correggi direttamente la voce biografica; le modifiche saranno visibili in questa lista entro pochi giorni. Per chiarimenti vedi il progetto biografie. La lista contiene solo le 75 persone che sono citate nell'enciclopedia e per le quali è stato implementato correttamente il template Bio. Pagina aggiornata al 18 ago 2025. |

## Gennaio(5)
- 11 gennaio - Daniele Giustiniani, vescovo cattolico italiano (n. 1615)
- 14 gennaio - Severino Boccia, abate e poeta italiano (n. 1620)
- 16 gennaio - Fortunato Ilario Carafa della Spina, cardinale e vescovo cattolico italiano (n. 1631)
- 25 gennaio - Jacob Breyne, botanico tedesco (n. 1637)
- 26 gennaio - Georg Mohr, matematico danese (n. 1640)

## Febbraio(3)
- 2 febbraio - Innocenzo Innocenti, religioso italiano (n. 1624)
- 4 febbraio - Adrien de Wignacourt, militare francese (n. 1618)
- 12 febbraio - François de Montlezun, nobile e militare francese

## Marzo(5)
- 1º marzo - Francesco Redi, medico e naturalista italiano (n. 1626)
- 4 marzo - Diego I d'Avalos, nobile e politico italiano
- 12 marzo - Gaspar de la Cerda Sandoval Silva y Mendoza, nobile spagnolo (n. 1653)
- 29 marzo - Nicolaus Bruhns, compositore, organista e violinista tedesco (n. 1665)
- 31 marzo - Francesco Maria Mezzabarba Birago, nobile, numismatico e giurista italiano (n. 1645)

## Aprile(5)
- 1º aprile - Jan de Bray, pittore olandese (n. 1627)
- 4 aprile - Giovanni Andrea Carlone, pittore italiano (n. 1639)
- 5 aprile - Carlo XI di Svezia, sovrano svedese (n. 1655)
- 7 aprile - Abel-Louis de Sainte-Marthe, religioso francese (n. 1621)
- 8 aprile - Niels Juel, ammiraglio danese (n. 1629)

## Maggio(5)
- 2 maggio - Simone Enrico di Lippe-Detmold, nobile tedesco (n. 1649)
- 18 maggio - Guillaume Dumanoir, compositore e violinista francese (n. 1615)
- 22 maggio - Louise Boyer, nobildonna francese (n. 1632)
- 24 maggio - Giovanni Adolfo I di Sassonia-Weissenfels, duca (n. 1649)
- 29 maggio - Giovanni Francesco Grossi, cantante castrato italiano (n. 1653)

## Giugno(5)
- 3 giugno - Silvio II Federico di Württemberg-Oels, duca (n. 1651)
- 7 giugno - John Aubrey, fisico, naturalista e letterato britannico (n. 1626)
- 18 giugno - Gregorio Barbarigo, cardinale e vescovo cattolico italiano (n. 1625)
- 19 giugno - Henry Mordaunt, II conte di Peterborough, nobile e militare britannico (n. 1621)
- 20 giugno - Jan Kazimierz Denhoff, cardinale e vescovo cattolico polacco (n. 1649)

## Luglio(6)
- 6 luglio - Antonio Zeno, ammiraglio italiano (n. 1628)
- 10 luglio - Domenico Falce, pittore italiano (n. 1619)
- 13 luglio - Francesco III Sforza di Caravaggio, nobile italiano
- 18 luglio - António Vieira, gesuita, missionario e scrittore portoghese (n. 1608)
- 23 luglio - Karl August I von Alvensleben, scrittore tedesco (n. 1661)
- 27 luglio - Dominik Mikołaj Radziwiłł, nobile e politico polacco (n. 1643)

## Agosto(3)
- 2 agosto - Giuseppe Bologna, arcivescovo cattolico italiano (n. 1634)
- 5 agosto - Jean de Santeul, poeta francese (n. 1630)
- 11 agosto - John Hay, I marchese di Tweeddale, nobile scozzese (n. 1625)

## Settembre(2)
- 4 settembre - François d'Orbay, architetto e incisore francese (n. 1634)
- 11 settembre - Elmas Mehmed Pascià, politico e militare ottomano (n. 1661)

## Ottobre(4)
- 1º ottobre - Moses ben Mordecai Zacuto, rabbino e poeta olandese (n. 1625)
- 8 ottobre - Wenzel Ferdinand Popel von Lobkowitz, diplomatico austriaco (n. 1654)
- 11 ottobre - Stefano degli Angeli, matematico e filosofo italiano (n. 1623)
- 11 ottobre - Enrico VI di Reuss-Greiz, nobile tedesco (n. 1649)

## Novembre(7)
- 6 novembre - Domenico Maria Corsi, cardinale e vescovo cattolico italiano (n. 1633)
- 11 novembre - Luisa Cristina d'Assia-Darmstadt, nobile (n. 1636)
- 11 novembre - Jacob de Wet II, pittore olandese (n. 1641)
- 14 novembre - Giuseppe Tricarico, compositore italiano (n. 1623)
- 22 novembre - Libéral Bruant, architetto francese (n. 1636)
- 22 novembre - Francesco Maria Santinelli, alchimista, poeta e librettista italiano (n. 1627)
- 25 novembre - Nicolò Caranza, vescovo cattolico italiano (n. 1641)

## Dicembre(7)
- 10 dicembre - Carlo I de Mari, nobile italiano (n. 1624)
- 17 dicembre - Eleonora Maria Giuseppina d'Austria, regina (n. 1653)
- 17 dicembre - Pietro Lion, vescovo cattolico italiano (n. 1637)
- 18 dicembre - Maddalena Cristina Reuss-Greiz, nobildonna tedesca (n. 1652)
- 19 dicembre - Giacomo Franzoni, cardinale e vescovo cattolico italiano (n. 1612)
- 20 dicembre - Federico Carlo di Württemberg-Winnental, duca (n. 1652)
- 31 dicembre - Lucas Faydherbe, scultore e architetto fiammingo (n. 1617)

## Senza giorno specificato(18)
- Francesco Maria Angeli, francescano e compositore italiano (n. 1632)
- Agostino Barelli, architetto italiano (n. 1626)
- Abraham Begeyn, pittore olandese (n. 1637)
- Abraham Brueghel, pittore fiammingo (n. 1631)
- Chérubin d'Orléans, fisico francese (n. 1613)
- Michelangelo Falvetti, compositore italiano (n. 1642)
- Ludovico Gimignani, pittore italiano (n. 1643)
- Carlo Giuseppe Imbonati, orientalista italiano
- Joseph Labrosse, religioso francese (n. 1636)
- Jean Maximilien Lucas, tipografo e editore francese (n. 1636)
- Giovanni Maccari, artigiano italiano (n. 1622)
- Carlo Mannelli, violinista e compositore italiano (n. 1640)
- Filippo Pasquali, pittore italiano (n. 1651)
- Jan Reyning, pirata e marinaio olandese (n. 1640)
- Alessandro Rosi, pittore italiano (n. 1627)
- Alessandro Segni, politico e diplomatico italiano (n. 1633)
- Eric Walten, scrittore olandese (n. 1663)
- Willem Doudijns, pittore, incisore e disegnatore olandese (n. 1630)